# イエンテー県
イエンテー県（イエンテーけん、ベトナム語：Huyện Yên Thế / 縣安世?）は、ベトナム社会主義共和国バクザン省の県。面積は301.3 km²、人口は110,920人（2019年）である。